# Philothée Kokkinos
Philothée Kokkinos (en grec : Φιλόθεος Κόκκινος ; mort en 1379) est patriarche de Constantinople de 1353 à 1354 puis de 1364 à 1376. Il est reconnu comme saint par l'Eglise orthodoxe et est fêté le 11 octobre.

## Origine
Originaire de Thessalonique où il suit les cours de Thomas Magistros, Philothée Kokkinos entre dans la vie monastique en intégrant le monastère de Vatopedi au mont Athos. En 1344, il est nommé higoumène (abbé) de la Grande Laure au mont Athos où il devient l'ami et le zélé partisan de Grégoire Palamas, dont il approuve et défend les thèses liées à l'hésychasme. En 1347, Philothée est consacré métropolite d'Héraclée en Thrace ; il devient alors un protégé et l'ami du coempereur Jean VI Cantacuzène qui l'appelle auprès de lui à Constantinople.
Lors du synode de 1351 réuni par Calliste Ier et présidé par Jean VI pour examiner les thèses des adversaires de Grégoire Palamas, c'est Philothée qui rédige le « Tomos », c'est-à-dire le texte officiel condamnant les dissidents.

## Patriarche
Le patriarche Calliste Ier ayant refusé de couronner Mathieu Cantacuzène et s'étant enfui auprès de Jean V Paléologue, réfugié à Ténédos, Jean VI Cantacuzène le remplace en novembre 1353 par Philothée, qui se montre immédiatement plus accommodant. Après l'abdication de Jean VI Cantacuzène, les querelles religieuses atteignent un nouveau paroxysme et, après la restauration de Jean V, Philothée prend la fuite et Calliste Ier est rétabli le 22 novembre 1354,.

## Seconde période
Après la mort de Calliste Ier, Philothée est rétabli comme patriarche le 8 octobre 1364. C’est sous son ministère que Grégoire Palamas est canonisé, en 1368. Pendant le séjour de Jean V en Italie (1369-1371), Philothée, qui voulait contrecarrer la politique impériale et empêcher le clergé de se rallier à l'Union, tente d'organiser une ligue des États orthodoxes contre les Turcs : en Russie, il exhorte les princes à reconnaître la primauté de Moscou ; en Serbie, où il obtient du despote Jovan Uglješa la réunion de l'Église serbe au Patriarcat œcuménique, et l'on pouvait espérer que son frère Vukašin Mrnjavčević, maître de la région de Prilep, était lui aussi disposé à se rallier ; en Valachie, où il combat également les tendances romaines... Cependant, les circonstances étaient défavorables et les Serbes sont complètement écrasés lors de la bataille de la Maritsa le 26 septembre 1371 sans que les Grecs n'interviennent.
Philothée est une seconde fois déposé lors de la prise de pouvoir par Andronic IV Paléologue en 1376 et il meurt exilé trois ans plus tard.